# Raijmond van Hove
Raijmond van Hove est un pilote automobile belge, essentiellement sur voitures de tourisme en circuits.

## Biographie

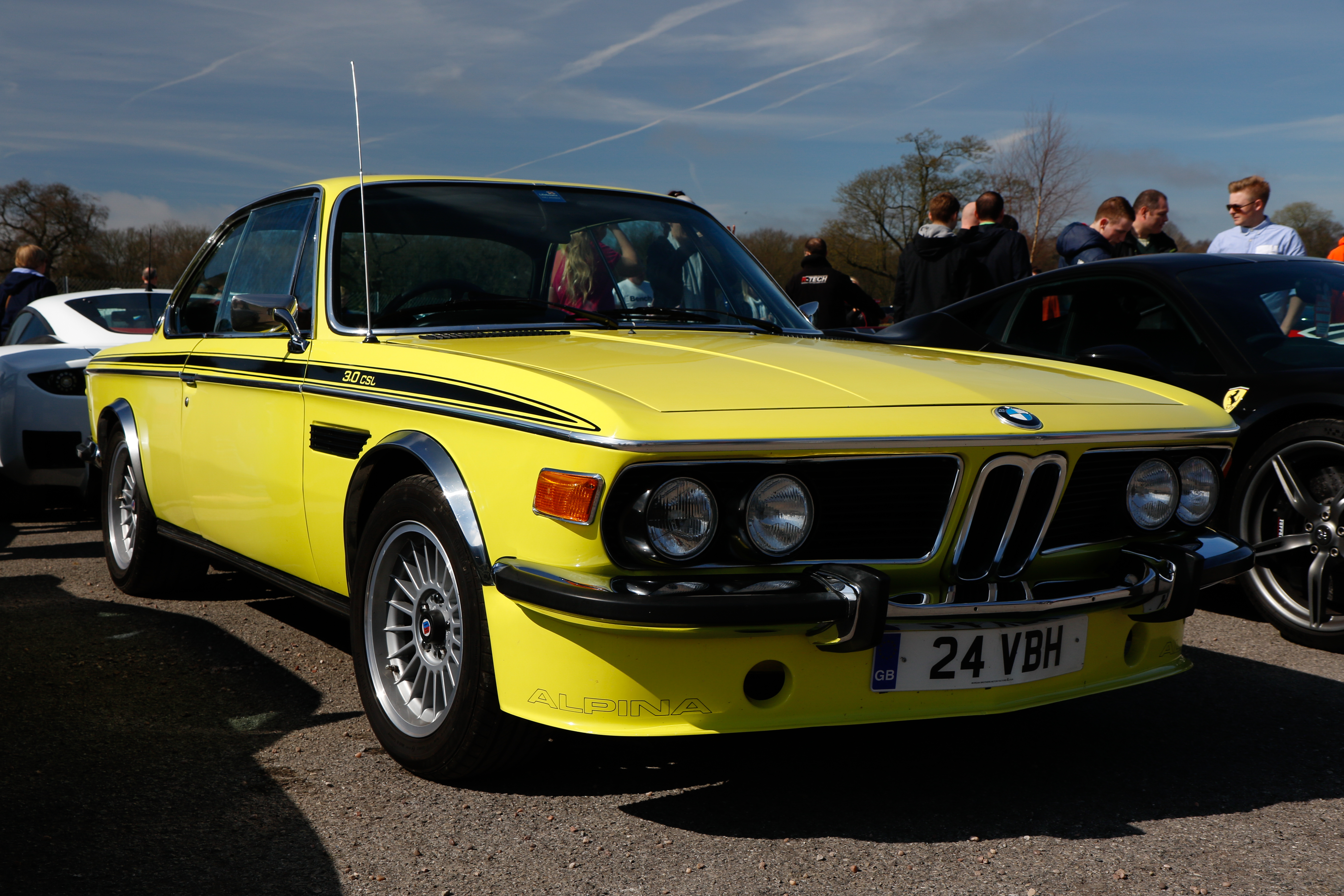
Exemple de BMW 3.0 CSL en clientèle.

Sa carrière se déroule entre le milieu des années 1970 (débuts sur Alfa Romeo Giulia Sprint GTV) et 1987 (encore 8e lors des 24 Heures de Spa, pour sa douzième participation consécutive depuis 1976). Il produit ses meilleures saisons en 1978 et 1979, alors qu'il pilote pour le Luigi racing team en Championnat d'Europe FIA des voitures de tourisme (ETCC) sur BMW 3.0 CSL (14 podiums en 20 courses).
Il remporte les deux dernières  épreuves de la saison européenne 1978 de tourisme associé à son compatriote Eddy Joosen, le RAC Tourist Trophy sur le circuit de Silverstone et l'ETCC Zandvoort. Il est aussi deuxième des 24 Heures de Spa cette année-là, avec Joosen et Dirk Vermeersch.
En 1979, il gagne encore quatre autres épreuves de l'ETCC, cette fois en faisant équipe avec Pierre Dieudonné et Jean Xhenceval: d'emblée les 4 Heures de Monza, puis les 500 kilomètres de Brands Hatch, le Grand Prix de Brno, et enfin les 500 kilomètres de Pergusa, terminant également troisième du Championnat d'Europe des voitures de tourisme tout comme ses deux partenaires.